# Вьейвинь (Атлантическая Луара)
Вьейвинь (фр. Vieillevigne) — коммуна на западе Франции, находится в регионе Пеи-де-ла-Луар, департамент Атлантическая Луара, округ Нант, кантон Клисон. Расположена в 30 км к югу от Нанта, в месте слияния рек Оньон и Марсо, образующих в черте Вьейвиня озеро Вале. Через территорию коммуны проходит национальная автомагистраль A83.
Население (2017) — 3 959 человек.

## История
В период с 1562 по 1725 годы Вьейвинь был один из центров протестантизма на западе Франции. Здесь одну ночь провел король Людовик XIII, направлявшийся в 1622 году в Ла-Рошель для подавления оплота сопротивления французских гугенотов. 
В 1832 году на территории коммуны у села Гран-Шен потерпела поражение армия герцогини Беррийской, пытавшейся заполучить французский трон для своего сына герцога Бордоского. 

## Достопримечательности
- Церковь Нотр-Дам 1874 года
- Часовня Нотр-Дам XI века, реконструированная в XVII веке
- Руины шато Барбен

## Экономика
Структура занятости населения:
- сельское хозяйство — 18,9 %
- промышленность — 17,7 %
- строительство — 12,8 %
- торговля, транспорт и сфера услуг — 32,1 %
- государственные и муниципальные службы — 18,3 %

Уровень безработицы (2016 год) — 7,8 % (Франция в целом — 14,1 %, департамент Атлантическая Луара — 11,9 %). 

Среднегодовой доход на 1 человека, евро (2016 год) — 20 272 (Франция в целом — 20 809, департамент Атлантическая Луара — 21 548).

## Демография
Динамика численности населения, чел.

## Администрация
Пост мэра Вьейвиня с 2008 года занимает Нелли Сорен (Nelly Sorin), член Совета департамента Атлантическая Луара от кантона Клисон. На муниципальных выборах 2020 года возглавляемый ею правый блок одержал победу во 1-м туре, получив 58,73 % голосов.
| Период | Период | Фамилия         | Партия                                   | Примечания                            |
| ------ | ------ | --------------- | ---------------------------------------- | ------------------------------------- |
| 1959   | 2001   | Полетт Гандемер | Разные правые                            | член Генерального совета департамента |
| 2001   | 2008   | Даниэль Больто  | Разные правые, Союз за народное движение | почтальон                             |
| 2008   |        | Нелли Сорен     | Разные правые                            | бухгалтер, член Совета департамента   |

## Города-побратимы
- Вайнгартен, Германия

## Галерея

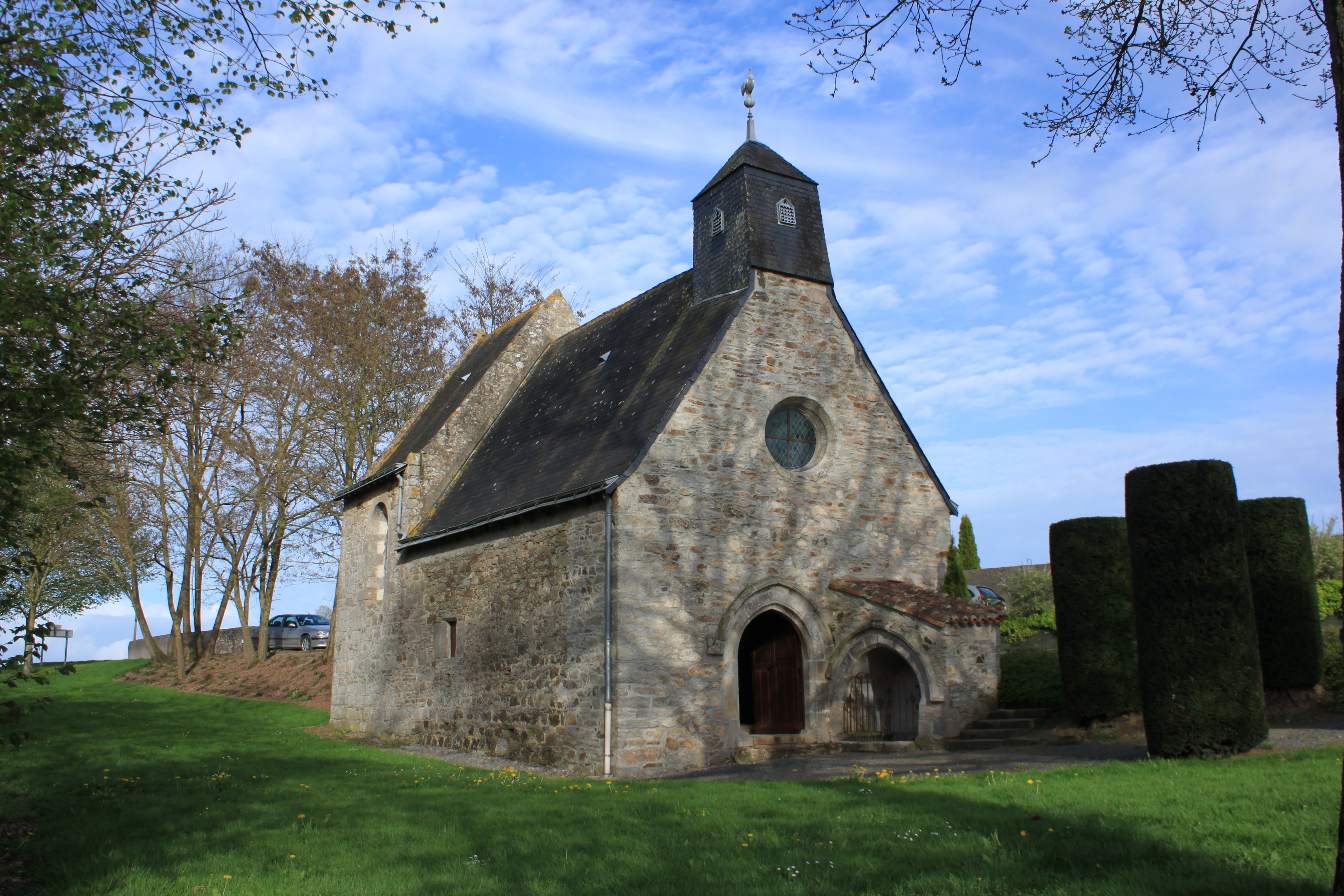
Часовня Нотр-Дам